# Diaphora mendica
Diaphora mendica és una espècie de lepidòpter ditrisi de la família dels erèbids (Erebidae), subfamília Arctiinae, pròpia de la Zona Paleàrtica fins al llac Baikal.

## Descripció
L'envergadura alar és de 28-38 mm. Hi ha un clar dimorfisme sexual en els imagos.
El mascle és de color gris terrós, en general amb un punt negre a l'àpex de la cel·la; de vegades sense i en altres casos amb alguns punts accessoris. L'ala davantera fa 14-17 mm.
La femella és de color blanc lletós, amb l'abdomen del mateix color; les ales molt escassament puntejades. L'ala davantera fa 17-19 mm. La femella s'assembla a Spilosoma lubricipeda, però aquesta espècie té les ales més llargues i més petites i la part superior de l'abdomen groc i negre.

## Biologia
Els adults volen d'abril a juliol, depenent de la ubicació. Els ous són grocs. La larva és gris marronosa, amb tons verdosos als costats, amb punts de color marró vermellós i flocs de pèls vermells; a la part posterior té una línia mitjana. Les larves s'alimenten de bedolls, salzes, Rumex, Lamium i Plantago.

## Galeria

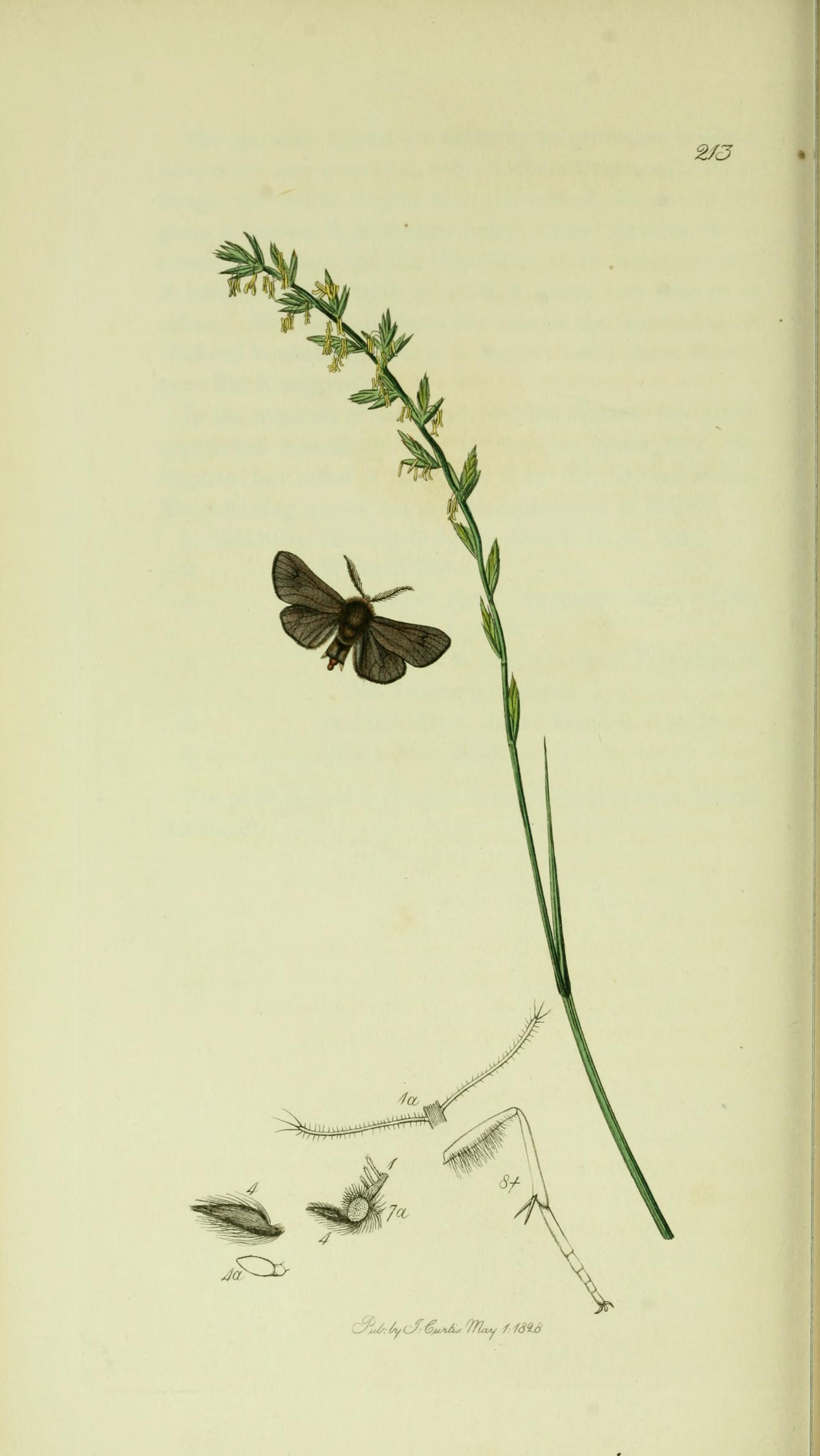
Il·lustració del volum 5 d'Entomologia Britànica de John Curtis
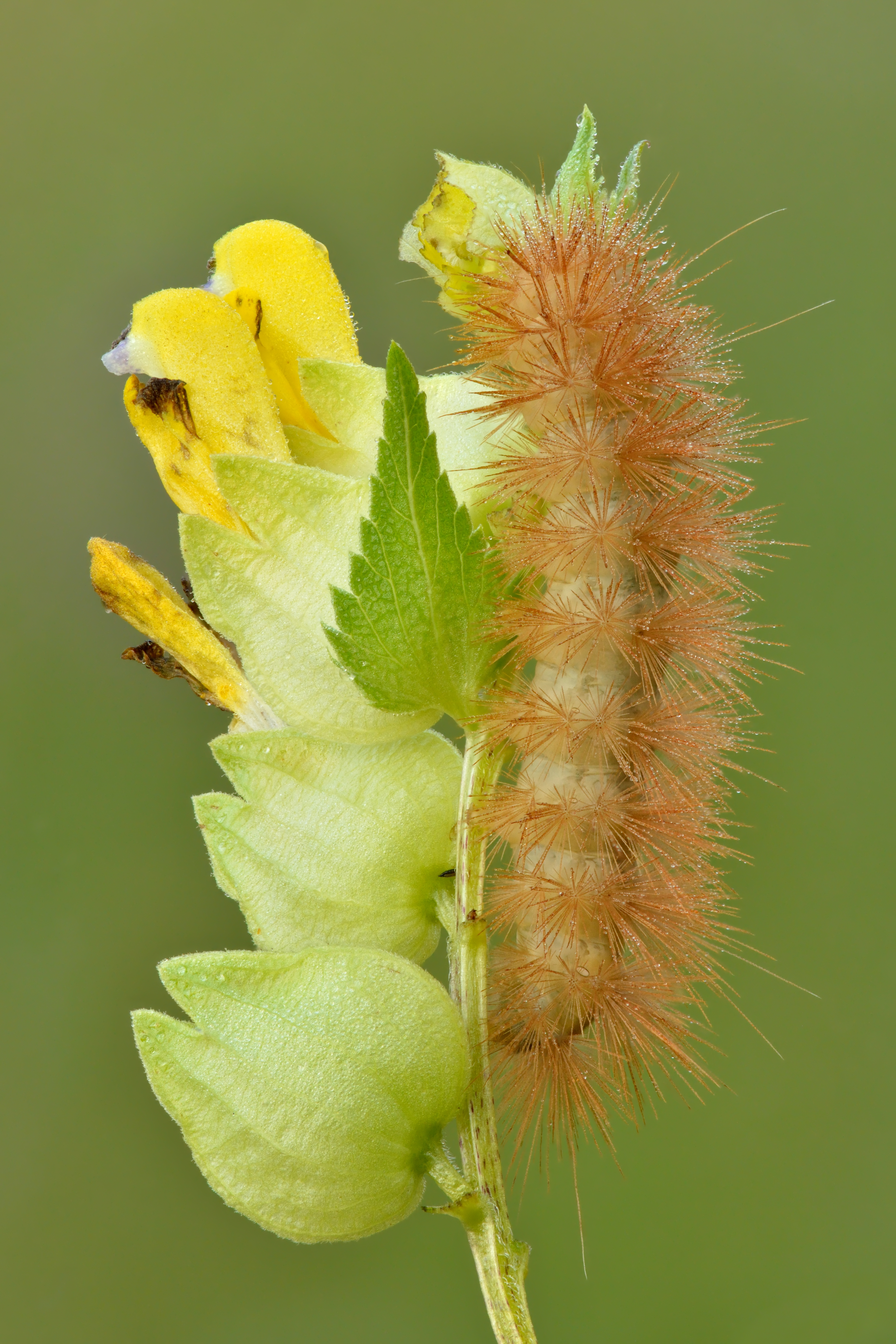
Diaphora mendica larva
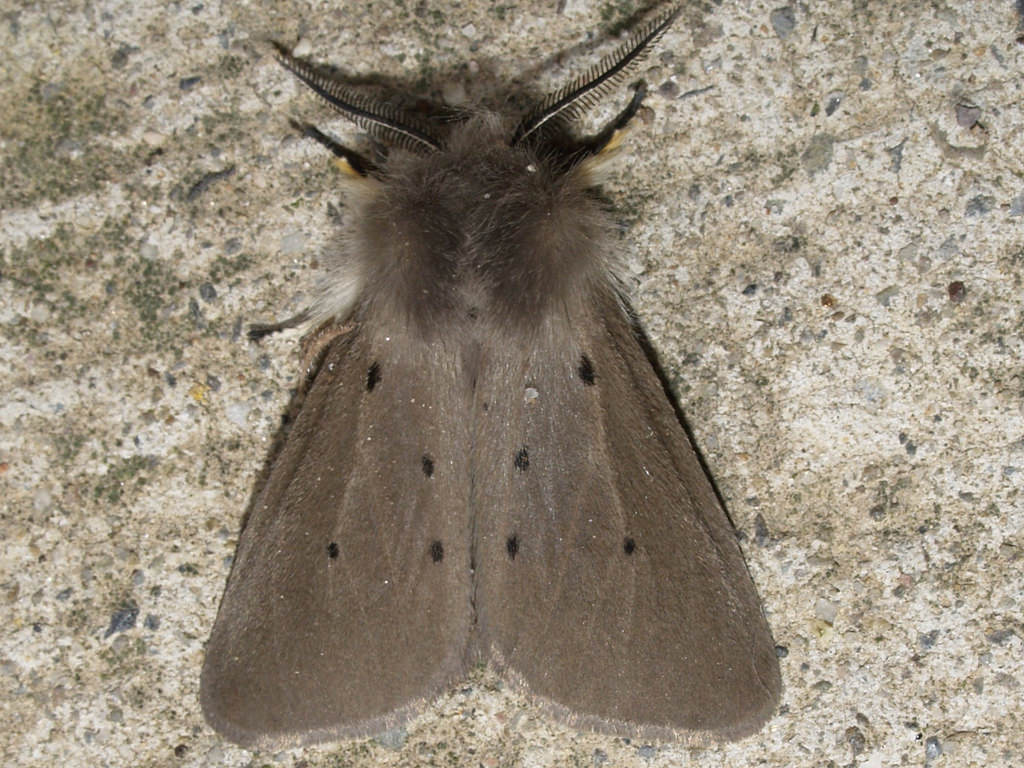
Diaphora mendica mascle
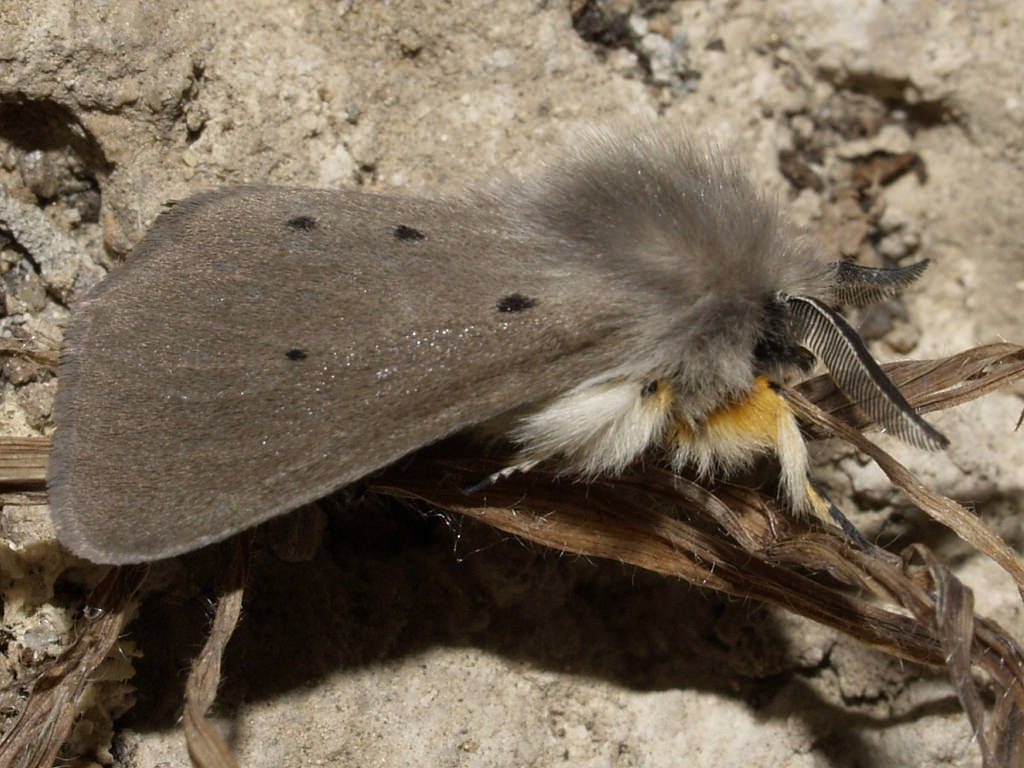
Diaphora mendica mascle
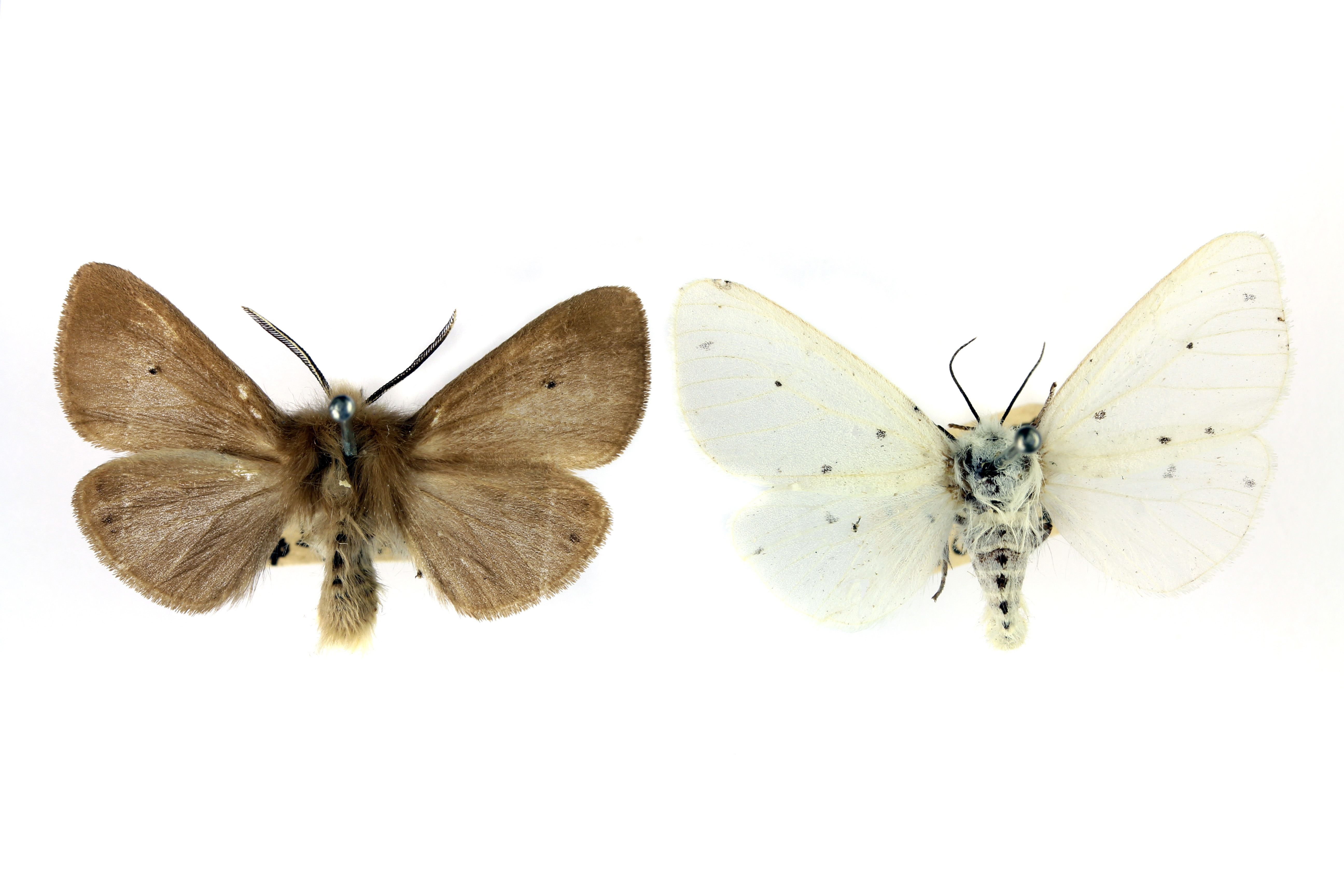
Diaphora mendica mascle i femella